# U.S. National Championships 1903
Gli U.S. National Championships 1903 (conosciuti oggi come US Open) sono stati la 23ª edizione degli U.S. National Championships e terza prova stagionale dello Slam per il 1903. I tornei maschili si sono disputati al Newport Casino di Newport, quelli femminili e il doppio misto al Philadelphia Cricket Club di Filadelfia, negli Stati Uniti.
Il singolare maschile è stato vinto dal britannico Laurence Doherty, che si è imposto sul connazionale William Larned col punteggio di 6–0, 6–3, 10–8. Il singolare femminile è stato vinto dalla statunitense Elisabeth Moore, che ha battuto in finale la connazionale Marion Jones. Nel doppio maschile si sono imposti Reggie Doherty e Laurie Doherty. Nel doppio femminile hanno trionfato Elisabeth Moore e Carrie Neely. Nel doppio misto la vittoria è andata a Helen Chapman, in coppia con Harry Allen.

## Seniors

### Singolare maschile
Laurence Doherty ha battuto in finale  William Larned con il punteggio di 6–0, 6–3, 10–8.

### Singolare femminile
Elisabeth Moore ha battuto in finale  Marion Jones con il punteggio di 7–5, 8–6.

### Doppio maschile
Reggie Doherty /  Laurie Doherty hanno battuto in finale  Kreigh Collins /  Harry Wainder con il punteggio di 7–5, 6–3, 6–3

### Doppio femminile
Elisabeth Moore /  Carrie Neely hanno battuto in finale  Miriam Hall /  Marion Jones con il punteggio di 4–6, 6–1, 6–1.

### Doppio misto
Helen Chapman /  Harry Allen hanno battuto in finale  Carrie Neeley /  W. H. Rowland con il punteggio di 6–4, 7–5.